# 김주일 (1974년)
김주일(한국 한자: 金住鎰, 1974년 3월 5일 ~ )은 대한민국의 전 축구 선수이며, 포지션은 수비수였다.